# Ielena Petrova
Pour les articles homonymes, voir Petrova.
Dans ce nom russe, Vladimirovna est le patronyme et Petrova est le nom de famille.
Ielena Vladimirovna Petrova (russe : Елена Владимировна Петрова), née le 13 octobre 1966 à Leningrad (RSFS de Russie), est une judokate russe. Elle est médaillée de bronze olympique en 1992 en catégorie des moins de 61 kg, sous les couleurs de l'Équipe unifiée. Elle prend sa retraite en 2000 et devient entraîneur de judo.

## Palmarès international
| Année | Compétition                      | Lieu              | Résultat | Catégorie      |
| ----- | -------------------------------- | ----------------- | -------- | -------------- |
| 1989  | Championnats du monde            | Belgrade          | 2e       | Moins de 61 kg |
| 1990  | Goodwill Games                   | Seattle           | 1re      | Moins de 61 kg |
| 1992  | Championnats d'Europe            | Paris             | 3e       | Moins de 61 kg |
| 1992  | Championnats du monde militaires | Séoul             | 1re      | Moins de 61 kg |
| 1992  | Jeux olympiques                  | Barcelone         | 3e       | Moins de 61 kg |
| 1994  | Goodwill Games                   | Saint-Pétersbourg | 3e       | Moins de 61 kg |
| 1997  | Championnats du monde militaires | Dubrovnik         | 2e       | Moins de 61 kg |
| 1998  | Championnats du monde militaires | Saint-Pétersbourg | 2e       | Moins de 63 kg |